# Ähnlichkeitssätze
Die Ähnlichkeitssätze sind Sätze, die hinreichende Bedingungen stellen, dass zwei Dreiecke zueinander ähnlich sind. Viele Aussagen der Geometrie lassen sich mit Hilfe der Ähnlichkeit von Dreiecken beweisen.

## Die vier Ähnlichkeitssätze für Dreiecke
Die vier Ähnlichkeitssätze für Dreiecke lauten:
- Zwei Dreiecke sind zueinander ähnlich, wenn sie in zwei (und somit in drei) Winkeln übereinstimmen. (W:W:W-Satz)

- Zwei Dreiecke sind zueinander ähnlich, wenn sie in allen Verhältnissen entsprechender Seiten übereinstimmen. (S:S:S-Satz)

- Zwei Dreiecke sind zueinander ähnlich, wenn sie in einem Winkel und im Verhältnis der anliegenden Seiten übereinstimmen. (S:W:S-Satz)

- Zwei Dreiecke sind zueinander ähnlich, wenn sie im Verhältnis zweier Seiten und in dem der größeren Seite gegenüberliegenden Winkel übereinstimmen. (S:S:W-Satz)

Siehe auch: Kongruenzsätze
In den folgenden vier Abbildungen sind jeweils zwei ähnliche Dreiecke {\displaystyle ABC} und {\displaystyle A'B'C'} – anschaulich gesprochen – „ineinander geschachtelt“.
Dann ist jedes Seitenlängenpaar in {\displaystyle ABC} quotientengleich zu dem entsprechenden Seitenlängenpaar in {\displaystyle A'B'C'}.

W:W:W-Satz drei Winkel stimmen überein
S:S:S-Satz a : a' = (b + b') : b' = (c + c') : c'
S:W:S-Satz a : a' = (b + b') : b', die eingeschlossenen Winkel (γ, γ') stimmen überein
S:S:W-Satz a : a' = (b + b') : b', die den größeren Seiten gegenüberliegenden Winkel (β, β') stimmen überein

## Beispiele

Ähnliche Dreiecke (grün) im Pythagorasbaum

- Alle gleichseitigen Dreiecke sind nach dem S:S:S-Satz zueinander ähnlich.
- Alle gleichschenklig-rechtwinkligen Dreiecke sind nach dem S:W:S-Satz zueinander ähnlich.
- Alle Dreiecke im Pythagoras-Baum sind zueinander ähnlich.

## Beziehungen zwischen ähnlichen Dreiecken

Planfigur

Gegeben seien ein Punkt {\displaystyle P} innerhalb eines Dreiecks {\displaystyle ABC} mit {\displaystyle a=|BC|}, {\displaystyle b=|AC|} und {\displaystyle c=|AB|} sowie die Parallelen durch {\displaystyle P} zu den Dreiecksseiten. Diese Parallelen teilen jede Dreiecksseite in drei Abschnitte auf (siehe Planfigur).
Sind {\displaystyle a'}, {\displaystyle b'} und {\displaystyle c'} die Längen der jeweils mittleren Streckenabschnitte, so gilt:
{\displaystyle {\frac {a'}{a}}+{\frac {b'}{b}}+{\frac {c'}{c}}=1}.
Der Beweis resultiert aus der Ähnlichkeit der drei grauen Dreiecke zum Dreieck {\displaystyle ABC}. Hieraus ergibt sich zunächst
{\displaystyle {\frac {b'}{s}}={\frac {b}{c}}} und {\displaystyle {\frac {a'}{t}}={\frac {a}{c}}}
und danach durch Umformung
{\displaystyle {\frac {b'}{b}}={\frac {s}{c}}} und {\displaystyle {\frac {a'}{a}}={\frac {t}{c}}}
Daraus folgt schließlich
{\displaystyle {\frac {a'}{a}}+{\frac {b'}{b}}+{\frac {c'}{c}}={\frac {t}{c}}+{\frac {s}{c}}+{\frac {c'}{c}}=1}.